# Cetonana petrunkevitchi
Cetonana petrunkevitchi är en spindelart som beskrevs av Cândido Firmino de Mello-Leitão 1945. 
Cetonana petrunkevitchi ingår i släktet Cetonana och familjen flinkspindlar. Inga underarter finns listade i Catalogue of Life.